# Афганцы (ветераны войны)

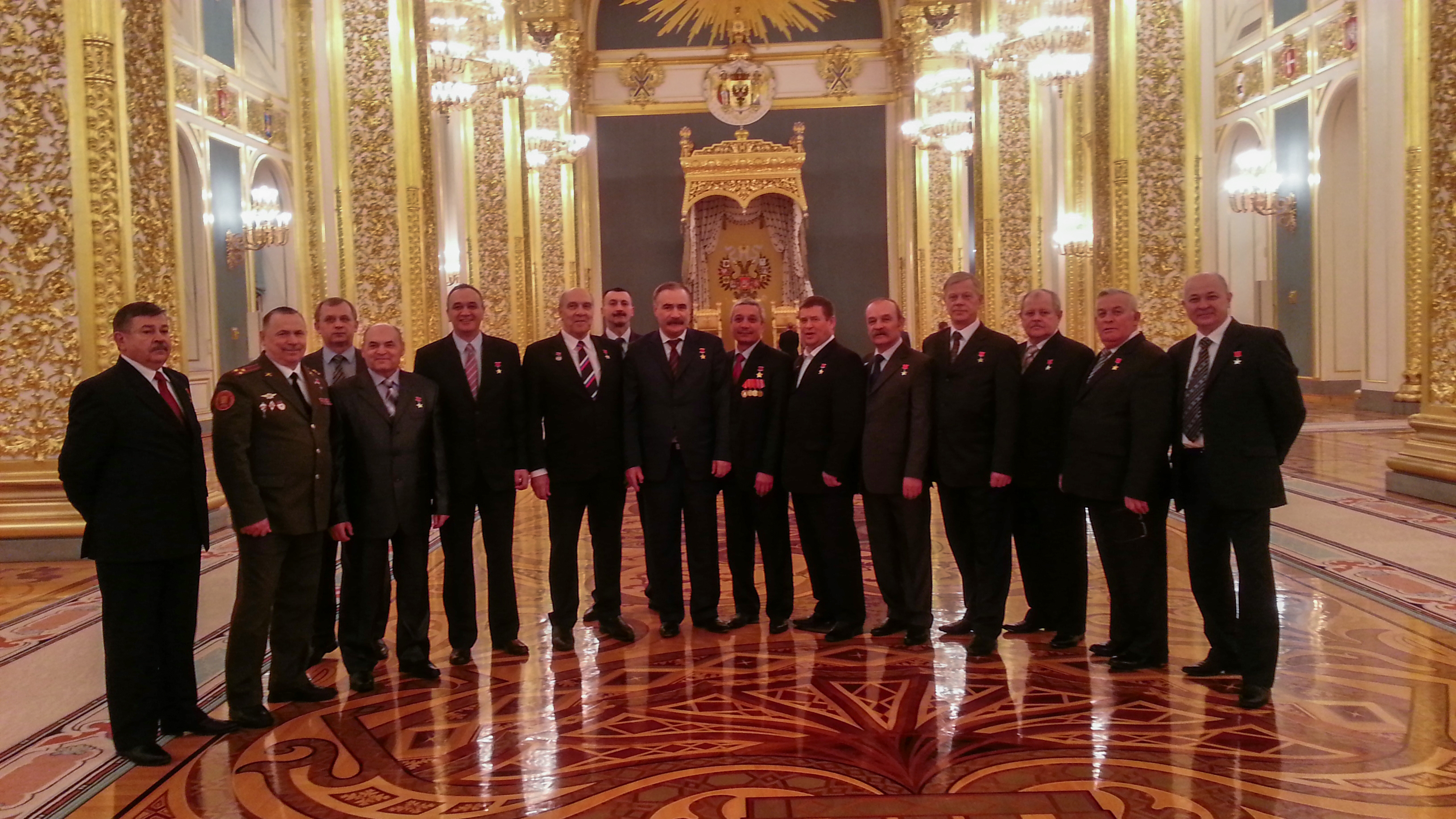
Герои Советского Союза, ветераны-афганцы в Андреевском зале Московского Кремля на торжественном приёме президента Российской Федерации по случаю празднования Дня Героев Отечества 9 декабря 2013 года

Афганцы (ветераны войны) — этимология понятий Воины-интернационалисты; Воины-афганцы; Ветераны (участники) Афганской войны; Ветераны боевых действий в Афганистане и др., категория бывших военнослужащих СССР из состава ОКСВА, принимавших участие в Афганской войне (1979—1989).

## История

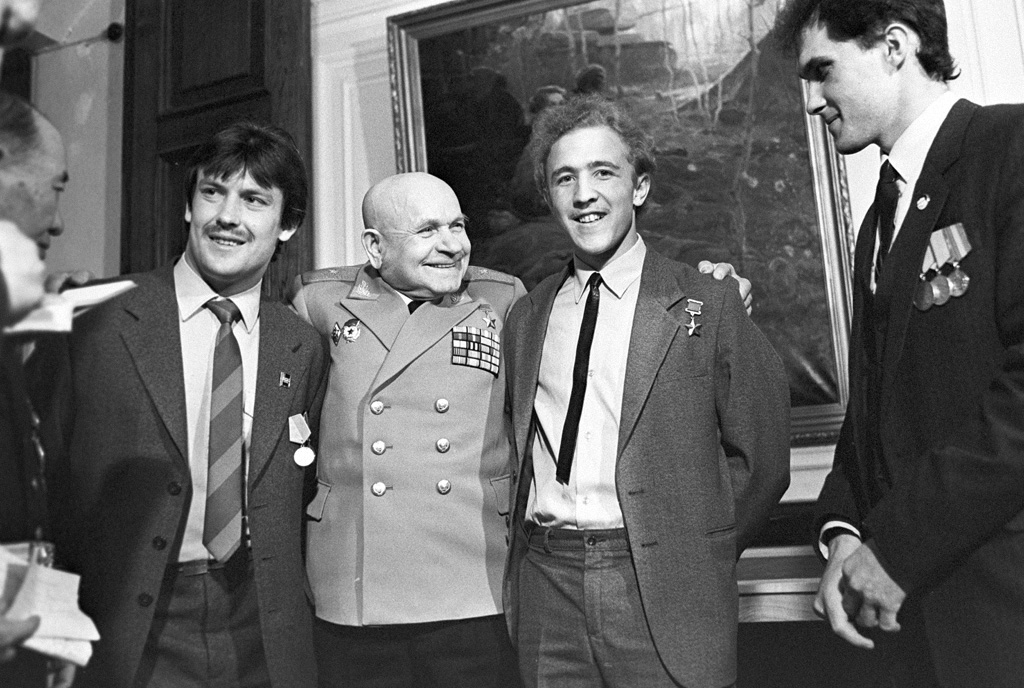
Вручение медали «Воину-интернационалисту от благодарного афганского народа» группе советских военнослужащих, а также воинам запаса, выполнившим свой воинский долг. Ю.А Шиков (в центре). Ленинград, 15 мая 1988 года.

В 1980-е годы из Афганистана стали возвращаться советские военнослужащие «ветераны-афганцы». Они начали строить памятники умершим в Афганской войне, создавать военно-патриотическиеклубы. Воины-афганцы использовали свой личный боевой опыт в Афганистане и армейские методики.
В 1980-е годы вошла в лексикон некоторых людей фраза советских чиновников — «Я вас в Афганистан не посылал!», «Я вас туда не посылал!».

### Дважды прошедшие Афганистан
Возвратившиеся из ДРА военнослужащие ОКСВА иногда встречали в свой адрес фразу: «Мы вас в Афганистан не посылали». В ответ, некоторые военные говорили: «Я в свой Афган пешком готов уйти, достала ваша притворная, лживая и меркантильная гражданская среда».

Главной причиной воинов вернуться на Афганскую войну было по их мнению «отсутствие в гражданской жизни честности, искренности, чистоты человеческих отношений, присущих боевой обстановке, где были чёткая прямолинейность и отсутствие лукавства.»
В гражданской жизни у ветеранов Афганской войны возникал конфликт с обществом: модель отношений ветеранов не вживалась в общество. Принять же эти правила афганцы не могли.

Судьбы советских офицеров по прошествии «первого Афганистана», показали их неуклонное стремление вновь оказаться на Афганской войне. Тяготы и лишения боевой обстановки шли взамен возвращению в СССР, к размеренной скучной службе в мирных гарнизонах.

— Военачальники, прослужившие четыре и более лет на войне в Афганистане: Грачёв П. С.; Громов Б. В.; Кот В. С.; Аушев Р. С.; Востротин В. А.; Очиров В. Н.; Горошко Я. П. и др..

## В искусстве
В художественной литературе
- Ильяс Дауди. «В Круге Кундузском» военно-исторический роман-трилогия. — Москва: ДеЛибри, 2021. — 568 с. — ISBN 978-5-4491-0575-2.

В кинематографе
- «Афганцы» (2014, Россия) — фильм Алексея Поборцева
- «Бессмертные» (2022, Россия) — фильм Тиграна Кеосаяна

## Награды
- Медаль «Воину-интернационалисту от благодарного афганского народа»
- Медаль «В память 10-летия вывода советских войск из Афганистана»
- Медаль «15 лет вывода советских войск из Демократической Республики Афганистан»
- Юбилейная медаль «20 лет вывода Советских войск из Афганистана»